# Суходілля
Суході́лля — село в Україні, у Володимирівській сільській громаді Баштанського району Миколаївської області. Населення становить ~100 особи.

## Географія
Селом тече річка Балка Кодима, на данний момент висохла. Було 3 ставки.